# 萬茹利夫
49°47′26″N 26°4′52″E / 49.79056°N 26.08111°E
萬茹利夫（烏克蘭語：Ванжулів），是烏克蘭的村落，位於該國西部捷爾諾波爾州，由克列梅涅茨區負責管轄，處於布格利夫卡河畔，始建於1477年，面積2.2平方公里，2001年人口467。